# Herb Sompolna
Herb Sompolna – jeden z symboli miasta Sompolno i gminy Sompolno w postaci herbu.

## Wygląd i symbolika
Herb przedstawia na czerwonej tarczy krzyż biały i białą literę „W” w heraldycznie lewym dolnym rogu.
Herb gminy zawiązuje do herbu Dębno, który należał do założyciela miasta – arcybiskupa gnieźnieńskiego Jakuba z Sienna.

## Historia
Herb został określony uchwałą nr LII/353/02 z 10 października 2002 roku w sprawie Statutu Gminy Sompolno.